# Фијат G.212
Фиат G.212 је био италијански транспортни, тромоторни авион направљен и коришћен након Другог светског рата.

## Пројектовање и развој
Удовољавајући потребама авио компанијама фијат се прихватио њиховог захтева да направи већи путнички авион од дотадашњих. Пројект је водио инжењер Габриели (Giuseppe Gabrielli). Сасвим је природно било, да се нови пројект ослони на претходна искуства тако да се то свело на даљи (послератни) наставак развоја авиона G.12 примењујући нова техничка и технолошка решења.
Први прототип G.212, војно-транспортни G.212CA, полетео је 19. јануара 1947. године у конфигурацији сличној претходном G.12, односно нискокрилни потпуно метални конзолни моноплан са репним точком који се увлачи; G.212 је био дужи и имао је веће крило и шири труп. Покретала су га три радијална мотора Алфа Ромео 128 од 642 kW (860 KS).
Уследиле су две верзије за цивилну употребу, авион G.212CP, капацитета 34 путника, и теретни G.212TP, обе опремљене снажнијим моторима Pratt & Whitney Twin Wasp R-1830-S1C3-G.

## Технички опис
Труп авиона је био правоугаоног попречног пресека са заобљеним горњим ивицама. Носећа конструкција авиона је била монокок, сет рамова направљених од дуралуминијума међусобно су повезани уздужним укрућењима а алуминијумска облога је била закивцима причвршћена за уздужна укрућења и попречне рамове. Носачи мотора су били направљени од челичних заварених цеви. Труп је изведен као центроплан (труп изједна са средњим делом крила и гондолама за смештај крилних мотора). Авион је био опремљен кисеоничком опремом, стационарним противпожарним системом са CO2 и радиостаницом. Пилоти су седели један поред другог а радиста им је био иза леђа у затвореном кокпиту на кљуну авиона испред њих се налазио трупни мотор. Удвојене команде за управљање авионом су биле комбинација полужних система и челичних ужади са ужетњачама. У војним верзијама за евакуацију пилота у случају опасности служи отвор на крову кабине. Иза пилотске кабине се налазила путничка кабина са три колоне седишта. Једна колона седишта је била са леве стране онда пролаз између седишта а са десне стране су биле две колоне седишта поред прозора. У репу авиона се налазио тоалет и простор за пртљаг. Са леве стране трупа су се налазила врата за улазак посаде и путника у авион а на десној страни су се налазила двоја врата за напуштање авиона у случају опасности. Са обе стране трупа авиона били су велики правоугаони прозори. Путничка кабина је имала звучну и топлотну изолацију зидова и таванице као и систем за грејање и проветравање кабине.
Прототип овог авиона је био опремљен са три радијална мотора Алфа Ромео 128 RC.18 снаге 860 KS (633 kW). Серијски произведени авиони без обзира на верзију били су опремљени са три 14-цилиндрична са дуплом звездом и ваздухом хлађена, радијална мотора са турбопуњачем, Pratt & Whitney Twin Wasp R-1830-S1C3-G снаге 1.065 KS (794 kW). На вратилу мотора су биле трокраке Хамилтон металне елисе пречника 3,35 м са аутоматским регулатором корака. Мотори су били постављени на челичне носаче и обложени алуминијумским лимом. На предњем делу капотаже мотора налазио се отвор за улазак хладног ваздуха за хлађење мотора. 
Полу крила авиона су била металне конструкције (од дуралуминијума), дебелог профила, имало је две рамењаче и ребара такође од дурала и облогу од алуминијумског лима. Крила су имала облик трапеза са заобљеним крајем, а настављала су се на центроплан иза гондола са моторима. Предња ивица крила била је скоро нормална на труп авиона. Крилца су била направљена од метала прекривена ал-лимом. Закрилца су била потпуно метална, управљана хидрауликом. На крилима су се налазила проширења (гондоле) на којима су били причвршћени крилни мотори. У гондолама, иза мотора са доње стране је био простор за смештај точкова и хидрауличног система за увлачење точкова. На деловима крила између мотора и трупа авиона је било доста простора за смештај резервоара за гориво. Кроз крила су провучене све механичке, хидрауличне и електричне инсталације неопходне за управљање и контролу авиона.
Реп авиона се састоји од једног вертикалног стабилизатора и кормила правца и два хоризонтална стабилизатора са кормилима дубине. Носеће конструкције репа су металне а облога од алуминијумског лима причвршћена закивцима. Управљачке површине кормило правца и кормила дубине су металне конструкције обложене такође алуминијумским лимом.
Стајни трап је био класичан са две главне ноге које су се налазиле испод гондола крилних мотора. На ногама су биле нископритисне гуме са којима се комплетно увлачиле у току лета у задњи део гондола мотора. Стајни трап се увлачио у гондоле мотора помоћу хидрауличног уређаја. У случају квара, могао се увући или избацити механичким путем. помоћу сајле и полуге. Трећи мали точак се налазио у репу авиона имао је огибљење и у току лета се увлачио у труп авиона.

## Верзије
- G.212CA - Први прототип авиона G.212.
- G.212AB - Авион за обуку у навигацији; летећа учионица за италијанско ваздухопловство.
- G.212CP - серијска производња модела цивилних авиона.
- G.212TP - модел за транспорт терета за цивилну и војну употребу.

## Оперативно коришћење
G.212CP је ушао у службу компаније Авио Линес Италиане (ALI), која је наручила шест авиона 1947. године, који су саобраћали на рутама унутар Европе.
Нове G.212 купила је и египатска авио-компанија САИДЕ, која је 1948. године добила три авиона, и француска авио-компанија Цие Аир Транспорт. Четири авиона италијанске ALI продата су Али Флотте Риуните, од којих је један препродат кувајтској авио-компанији Арабиан Десерт Аирлинес. 
Поред прототипа G.212CA, италијанско ваздухопловство је набавило шест G.212CP, од којих су два претворена у летачке учионице за потребе обуке као што је G.212AB (Аула Воланте).

### Сачувани примерци
Једини сачувани примерак, од ових авиона, тренутно се чува у Музеју војног ваздухопловства (Museo Storico) у Виња ди Вале, близу Рима.

## Земље које су користиле авион
- Египат
- Француска
- Италија
- Кувајт